# Tetroza
Tetroza je monosaharid sa 4 atoma ugljenika. Oni imaju aldehidnu funkcionalnu grupu u poziciji 1 (aldotetroze) ili ketonsku funkcionalnu grupu u poziciji 2 (ketotetroze).
- -Eritroza
- -Treoza
- -Eritruloza

Aldotetroze imaju dva hiralna centra („asimetrična ugljenikova atoma“), tako da su 4 različita stereoizomera moguća. Dva stereoizomera se prirodno javljaju, enantiomeri eritroze i treoze sa  konfiguracijom, a ne  enantiomeri. Ketotetroze imaju jedan hiralni centar i, stoga, dva moguća stereoizomera: eritruloza (- i -forma). Opet se samo  enantiomer javlja u prirodi.

## Literatura
- Lindhorst, Thisbe K. (2007). Essentials of Carbohydrate Chemistry and Biochemistry (1. изд.). Wiley-VCH. ISBN 978-3-527-31528-4.
- Robyt, John F. (1997). Essentials of Carbohydrate Chemistry (1. изд.). Springer. ISBN 978-0-387-94951-2.